# Г'ю Пембертон
Г'ю Спір Пембертон (червень 1890 – 15 січня 1956) - англійський лікар, відомий тим, що описав ознаку Пембертона.

## Біографія
У 1913 році Г'ю Пембертон здобув ступінь бакалавру з медицини та хірургії у Ліверпульському університеті і почав працювати в Північній лікарні Девіда Льюїса в Ліверпулі. Під час Першої світової війни він служив у медичній службі Королівської армії Великої Британії, після війни повернувся у Північну лікарню. У 1921 році став членом Королівського коледжу лікарів, а в 1924 році був призначений лікарем-консультантом. Також був викладачем клінічної медицини в Університеті Ліверпуля. У 1941 році він став членом Королівського коледжу лікарів. Заснував діабетичну клініку в Північній лікарні в 1922 р. та публікував статті про цукровий діабет, тиреотоксикоз та захворювання периферичних судин, включаючи опис названої на честь нього ознаки в 1946 р.  Вийшов на пенсію в 1955 р. і раптово помер і своєму домі в Чеширі у 1956 році. 